# Биндо
Биндо — город и коммуна в Анголе, расположенный в провинции Северная Кванза. Как и многие другие в сельских районах Анголы, про коммуну известно мало информации. Её развитие тесно связано с общим процессом восстановления страны после гражданской войны, длившейся с 1975 по 2002 год.

## Административное деление
Входит в состав Северной Кванзы, которая граничит с Демократической Республикой Конго. В этой провинции расположены несколько населённых пунктов, среди которых выделяются Квибендо, Казуа и Куинцаринзари.

## Транспорт и связь
Она соединена с региональными маршрутами, но не имеет прямого выхода к крупным автомагистралям. В этом районе ограниченный доступ к мобильному интернету и стационарным линиям связи.

## Экономика
Основу экономики региона составляет сельское хозяйство, в частности земледелие и скотоводство.

## Почтовый индекс
Официальный почтовый индекс не был определён. Для отправки используется код 00000.